# التقييم الإرشادي
التقييم الإرشادي هو طريقة لفحص قابلية أستخدام برامج الحاسوب حيث تساعد على تحديد مشكلات قابلية الاستخدام في تصميم واجهة المستخدم.
وهي تشمل على وجه التحديد المقيّمين الذين يقومون بفحص الواجهة والحكم على امتثالها لمبادئ قابلية الاستخدام المعترف بها «الاستدلال». يتم الآن تدريس طرق التقييم هذه وأستخدامها على نطاق واسع في قطاع الإعلام الجديد، حيث يتم تصميم واجهات المستخدم غالبًا في فترة زمنية قصيرة بميزانية قد تقيد مقدار الأموال المتاحة لتوفير أنواع أخرى من اختبارات الواجهات.
الهدف الرئيسي للتقييم الإرشادي هو تحديد أي مشاكل مرتبطة بتصميم واجهات المستخدم. تم تطوير قابلية الاستخدام عن طريق رولف موليتش وجاكوب نيلسن[بحاجة لمصدر] على أساس عدة سنوات من الخبرة في التدريس والاستشارات حول هندسة قابلية الاستخدام. التقييمات الإرشادية هي واحدة من أكثر الأساليب غير الرسمية لفحص قابلية الاستخدام في مجال التفاعل بين الإنسان والحاسوب. هناك العديد من مجموعات الاستدلال القادرة على تصميم قابلية الاستخدام؛ لا يستبعد أحدهما الآخر ويغطي كلاهما العديد من نفس جوانب تصميم واجهة المستخدم.
في كثير من الأحيان، يتم تصنيف مشكلات قابلية الاستخدام التي يتم اكتشافها - غالبًا على مقياس رقمي - وفقًا لتأثيرها على أداء المستخدم أو قبوله. غالبًا ما يتم إجراء التقييم الإرشادي في سياق حالات الاستخدام، لتوفير التغذية الراجعة للمطورين حول مدى توافق الواجهة مع احتياجات وتفضيلات المستخدمين.
على الرغم من أن التقييم الإرشادي يمكن أن يكشف عن العديد من مشكلات الاستخدام الرئيسية في فترة زمنية قصيرة وأن النتائج تتأثر بشدة بمعرفة الخبراء. هذه المراجعة «أحادية الجانب» لها نتائج مختلفة بشكل متكرر عن اختبار أداء جميع البرنامج، كل نوع من الاختبارات يكشف عن مجموعة مختلفة من المشاكل.